# Artek (companie)
Artek este o companie finlandeză producătoare de mobilier fondată în decembrie 1935 de către arhitecții finlandezi Alvar Aalto și soția sa Aino Aalto, promotorul de arte vizuale Maire Gullichsen, din familia Ahlström — Gullichsen, împreună cu istoricul de artă Nils-Gustav Hahl. Scopul principal al fondării firmei a fost producerea și promovarea mobilierului și sticlăriei designate de cei doi Aalto, respectiv producerea de obiecte decorative și mobilier care să "umple" clădirile proiectate de Alvar Aalto. 

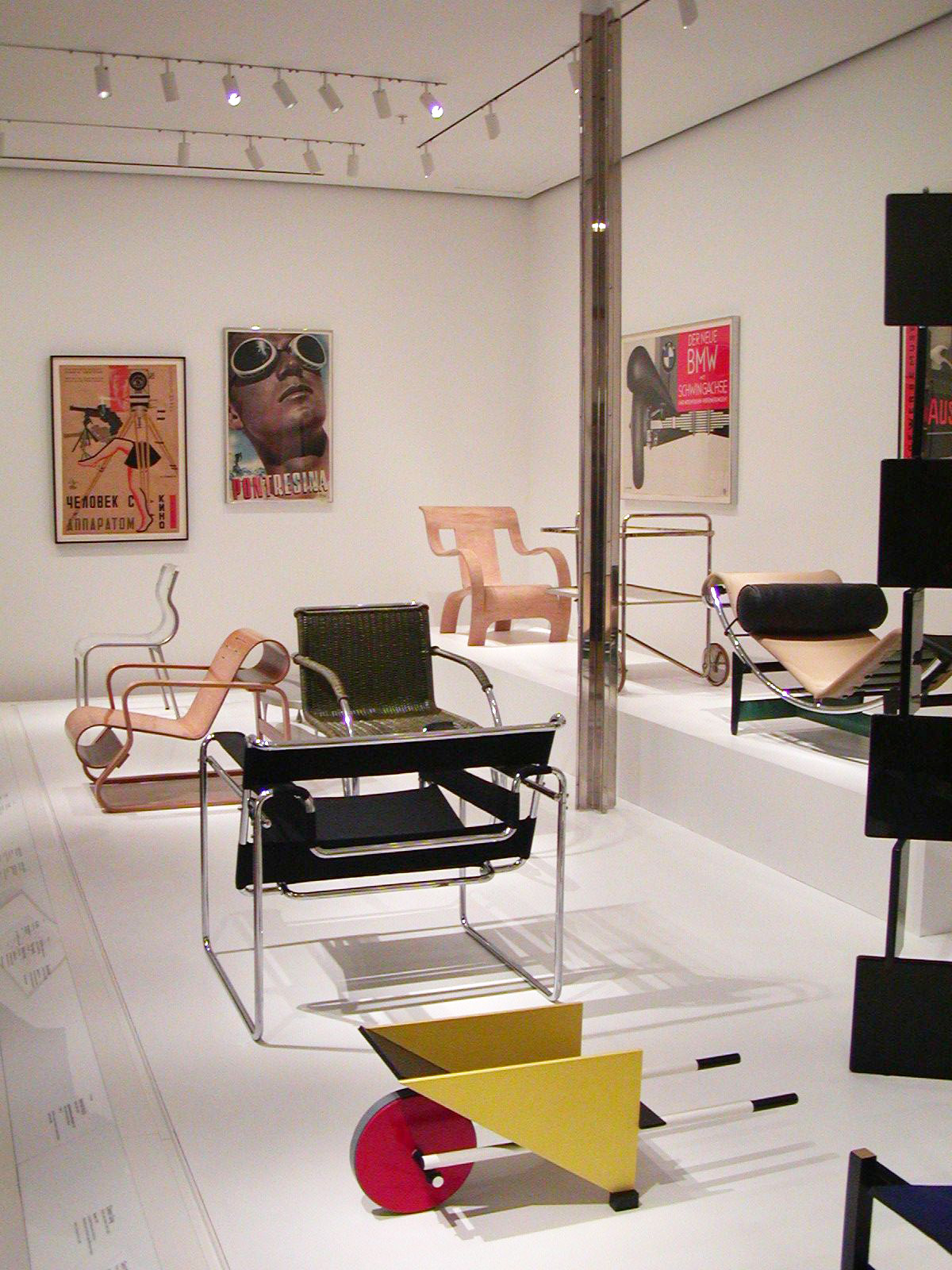
Scaunul Paimio, produs de Artek, expus la MOMA din New York.

Prin tot ceea ce a realizat, numele mărcii Artek exprimă dorința de a fuziona arta și tehnologia, perpetuând ideea majoră a Stilului internațional, aceea de a sublinia expertiza tehnică în alegerea materialelor și producerea produsului finit, în loc de a accentua ornamentele frivole și, de cele mai multe ori, superflue.